# 1964年新加坡种族骚乱
1964年新加坡种族骚乱，是新加坡在1964年7月21日及9月3日、华人社群与马来人社群之间发生的种族冲突骚乱。

## 历史
第一次骚乱发生在7月21日，一个马来人队伍纪念圣纪节（伊斯兰教先知穆罕默德的生日）。总共在这场暴力事件中有36人被杀、556人受伤，另有3,000人被捕。在此期间，新加坡是马来西亚的一个州（新加坡州）。